# Lehrbuch der Topologie
Lehrbuch der Topologie (livro texto de topologia) é um livro de autoria de Herbert Seifert e William Threlfall, publicado a primeira vez em 1934, com versão em inglês em 1980. Foi um dos primeiros livros sobre topologia algébrica, e foi referência padrão sobre o assunto durante vários anos.